# Ormosia pygmaea
Ormosia pygmaea là một loài ruồi trong họ Limoniidae. Chúng phân bố ở miền Tân bắc.